# Marble Bar Road
Die Marble Bar Road ist eine Fernstraße im Nordwesten des australischen Bundesstaates Western Australia. Sie verbindet den südlichen Teil des Great Northern Highway ca. 4 km östlich von Newman mit dem nördlichen Teil derselben Straße ca. 50 km östlich von Port Hedland. Dabei bietet sie die einzige Zufahrt zum Goldgräberort Marble Bar, der durch eine 9 km lange Stichstraße an den Hauptteil der Marble Bar Road angeschlossen ist.

## Verlauf
Die Straße zweigt östlich von Newman, in der Ophthalmia Range, vom Great Northern Highway (N95) nach Norden ab. Auf ihrem Weg kreuzt sie den Fortescue River und andere, kleinere Flüsse. Nach 185 km ist die Outbacksiedlung Nullagine erreicht, wo auch eine Tankmöglichkeit besteht. Weiter führt der Weg nach Norden, bis nach weiteren 91 km die Rippon Hills Road von Osten einmündet.
Dort wendet sich die Marble Bar Road nach Westen und erreicht nach 23 km Marble Bar, wo erneut eine Tankmöglichkeit besteht. 9 km vorher zweigt die Hauptstrecke nach Norden ab, wendet sich aber bald nach Nordwesten. Nach Überquerung mehrerer Flüsse erreicht sie östlich von Port Hedland den Nordteil des Great Northern Highway (N1), der an der Küste entlangführt. Dort, in der Nähe der Siedlung Strelley, endet die Marble Bar Road.

## Straßenzustand
Die ersten 25 km im Süden der Straße sind asphaltiert, dann beginnt ihr unbefestigter Teil. Erst ab der Einmündung der Rippon Hills Road ist die Straße wieder befestigt.